# Municipio de Bethel (condado de Delaware)
El municipio de Bethel (en inglés, Bethel Township) es un municipio ubicado en el condado de Delaware, Pensilvania, Estados Unidos. Según el censo de 2020, tiene una población de 9574 habitantes.

## Geografía
Está ubicado en las coordenadas 39°50′46″N 75°29′19″O / 39.84611, -75.48861 (39.846041, -75.488601).

## Demografía
Según la Oficina del Censo, en 2000 los ingresos medios de los hogares eran de $84,661 y los ingresos medios de las familias eran de $87,248. Los hombres tenían unos ingresos medios de $60,496 frente a $36,272 para las mujeres. Los ingresos per cápita de la localidad eran de $29,349. Alrededor del 2.4% de la población estaba por debajo del umbral de pobreza.
De acuerdo con la estimación 2016-2020 de la Oficina del Censo, los ingresos medios de los hogares son de $145,662 y los ingresos medios de las familias son de $154,152. Los ingresos per cápita en los últimos doce meses, medidos en dólares de 2020, son de $52,718. Alrededor del 1,8% de la población está por debajo del umbral de pobreza.

## Gobierno
El municipio está gobernado por una Junta de Supervisores integrada por cinco miembros, que son electos cada seis años.